# Anuna De Wever
Anuna De Wever (Mortsel, 16 juni 2001) is een Belgisch klimaatactivist. Samen met Kyra Gantois, haar toenmalige partner die ze kende van het Koninklijk Atheneum van Mortsel, riep ze scholieren via sociale media op om in Brussel te demonstreren voor het klimaat. Sinds de oproep vonden verschillende edities van Schoolstaking voor het klimaat op donderdag plaats. Ze werd hierbij de belangrijkste spreekbuis van deze beweging.
De Wever laat zich Anuna De Wever Van Der Heyden noemen, als eerbetoon aan haar moeder.

## Activisme

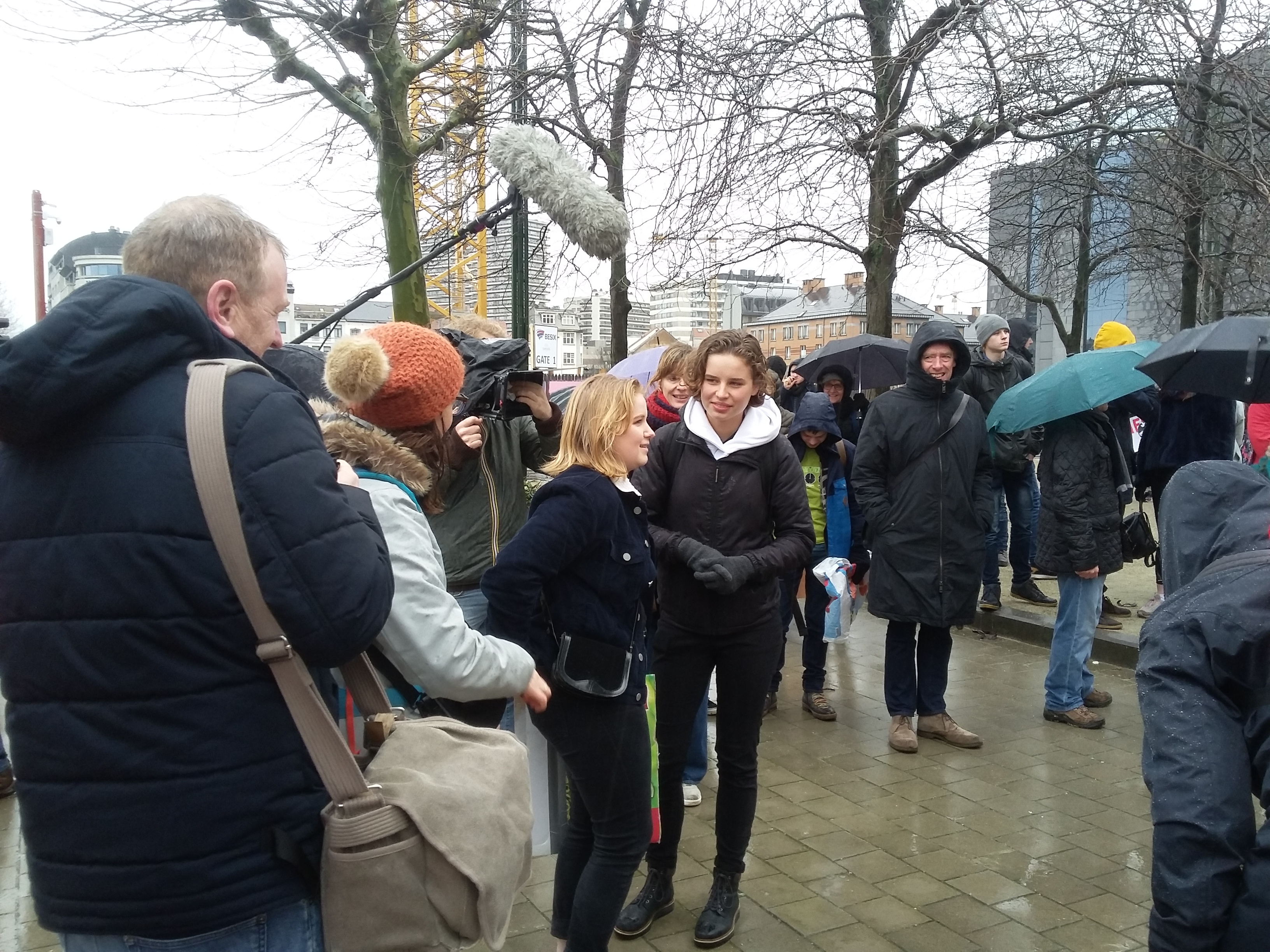
Gantois en De Wever op zondag 27 januari 2019 in Brussel

De Wevers scholierenactie "Spijbelen voor het klimaat" startte in januari 2019 in navolging van de internationale bewegingen "School Strikes 4 Climate" en "Fridays for Future" die in augustus 2018 ontstonden en regeringen wereldwijd oproepen tegen de opwarming van de Aarde. De eerste actie kwam er na de zomervakantie op 20 augustus 2018 door Greta Thunberg. Die besloot elke schooldag te staken tot de Zweedse parlementsverkiezingen op 9 september 2018. In navolging volgden in november 2018 acties in Australië. Hierdoor geïnspireerd riepen begin januari de 17-jarige Anuna De Wever en de 19-jarige Kyra Gantois via sociale media op om elke donderdag te spijbelen en actie te voeren in Brussel. Dit is belangrijker dan de wiskundeles vertelde ze aan Radio 1.
Sinds het begin liet De Wever zich adviseren door Greenpeace inzake de analyse en argumentatie van de door het IPCC en de klimaatbeweging vooropgestelde beleidsmaatregelen alsook inzake haar communicatie met politici, pers en publiek. Ook wat betreft de organisatie en mobilisatie van de klimaatbetogingen kan De Wever rekenen op de logistieke steun van de milieuorganisatie, naast deze van vakbonden, politieke jongerenverenigingen en diverse ngo's en vzw's, vaak uit de koepel Hart boven Hard.
Van februari 2019 tot mei 2019 publiceerde het weekblad Humo wekelijks de rubriek Dagboek van een klimaatactivist. Daarin beschrijft De Wever openhartig hoe het dagelijkse leven wordt beïnvloed door haar activiteiten als klimaatactivist.
In naam van Youth for Climate werd op vraag van Anuna De Wever en Adélaïde Charlier op 31 januari 2019 door Vlaamse Bouwmeester Leo Van Broeck en klimaatonderzoeker Jean-Pascal van Ypersele de denktank Panel voor Klimaat en Duurzaamheid opgericht, met als doel na te denken over maatregelen om de opwarming van de Aarde tegen te gaan en om de eisen van de klimaatspijbelaars te onderbouwen. Op 14 mei 2019 presenteerde het panel, dat bestond uit zo'n 150 onderzoekers en wetenschappers, een rapport met concrete richtlijnen voor een groener, "transversaal" beleidsplan op alle bestuursniveaus voor de volgende legislatuur. In het holistisch rapport wordt gepleit voor een radicale ommekeer van onze manier van leven.
In oktober 2019 was De Wever een van de jongste klimaatactivisten die met de Regina Maris op een transatlantische reis naar de Klimaatconferentie van de Verenigde Naties in Santiago de Chili voer. In februari 2020, teruggekeerd uit Zuid-Amerika, liep ze stage bij de partij European Free Green Alliance in het Europees Parlement, zonder lid te worden van de partij.
Op 29 mei 2019 wonnen Gantois en De Wever de 69ste Arkprijs van het Vrije Woord vanwege hun acties. Het comité achter de prijs "ziet in de inzet van De Wever en Gantois - en met hen van de bredere beweging Youth for Climate - een eigentijdse vertaling van het Vrije Woord dat uitgedragen wordt door een jonge generatie".
In een open brief aan de wereldleiders, samen met Adélaïde Charlier, Greta Thunberg en de Duitse activiste Luisa Neubauer op 1 december 2019, kondigen ze aan dat verdere acties zullen ondernomen worden om de politici te overtuigen om in te gaan op de duidelijke vragen vanuit de wetenschappelijke wereld.
In 2020 gaan De Wever en Adélaïde Charlier op hun vraag enkele maanden stage lopen bij de fractie van De Groenen/Vrije Europese Alliantie in het Europees Parlement. Als gevolg daarvan zetten ze een stap opzij bij Youth For Climate, dat politiek neutraal wil zijn, en zullen ze geen woordvoerder meer zijn, ook al zijn ze niet zinnens een partijkaart aan te schaffen.
Sinds oktober 2022 werkt Anuna De Wever voltijds als trade and investment policy campaign officer op het hoofdkantoor van koepelorganisatie Climate Action Network (CAN) Europe in Brussel. Daarnaast werkt ze als ambassadrice nog mee aan projecten van Unicef en A Mad Production. Deze laatste is een (politieke) denktank en strategisch communicatie- en mediaplatform dat samenwerkt met onder meer Greenpeace, de Europese Commissie, het USC Shoah Foundation Institute, het Internationaal Comité van het Rode Kruis en de Europese Groene fractie.
Nadat ze eerder aangekondigd had om namens A Mad Production en Unicef naar de klimaattop COP27 in Egypte te gaan, haakte ze uiteindelijk af, omdat ze Egypte als een dictatuur beschouwt die activisten onderdrukt.

## Klimaatmarsen
De eerste stakingsdag 10 januari 2019 kende een opkomst van 3.000 leerlingen in Brussel. In de weken erna groeide het deelnemersaantal van 12.500 deelnemers (op 17 januari) tot 35.000 jongeren (op 24 januari). Naderhand ging het aantal deelnemers gestaag achteruit ondanks pogingen om deze trend te counteren met de aanwezigheid van Greta Thunberg of de deelname van hogeschoolstudenten. Op deze betogingen hield De Wever telkens toespraken en kreeg ze uitgebreide persaandacht.
Op het eind van de zomer van 2019 kwam het tot een sterk gemediatiseerde breuk nadat medeoprichtster Kyra Gantois aankondigde de beweging te verlaten.
Samen met Adélaïde Charlier leidde De Wever de eerste klimaatmars van het nieuwe schooljaar op 20 september 2019 in Brussel.
De burgemeester van Antwerpen en partijleider van de Nieuw-Vlaamse Alliantie Bart De Wever distantieerde zich van de spijbelende klimaatactivisten. Anuna wees zijn kritiek van de hand, maar gaf aan open te staan voor samenwerking.

## Genderidentiteit
De Wever beschouwt zichzelf als non-binair.

## Haatberichten en bedreigingen
Op online media kreeg De Wever, net als andere bekende klimaatactivisten, te maken met veelvuldige haatberichten, die naar eigen zeggen voor een groot stuk over haar genderidentiteit gingen. Haar moeder, Katrien Van der Heyden, diende ook klacht in voor vermeende "doodsbedreigingen" voor een Facebookbericht waar verwezen wordt naar een tweeloop, wat door de schrijver ervan werden afgedaan als uit de hand gelopen grap. Ook doken complottheorieën op over de financiering van Youth For Climate.
Op 15 augustus 2019 werd De Wever tijdens een korte, onaangekondigde 'Clap for Climate'-speech op een podium van Pukkelpop uitgejouwd door festivalbezoekers, volgens haarzelf vanuit ongeveer de helft van het publiek, terwijl de andere helft haar aanmoedigde. Een paar uur later intimideerden enkele tegenstanders haar vriendinnengroep, beschadigden hun tenten en werden volgens een bron flessen urine gegooid. Er werden doodsbedreigingen geuit. De groep rond De Wever kreeg nadien bescherming van de festivalveiligheidsdienst. Eind 2019 heeft het parket van Hasselt het onderzoek zonder gevolg geseponeerd omdat er geen potentiële daders geïdentificeerd konden worden.

## Kritiek
In de vorm van jijbakken werd niet haar standpunt maar haar persoonlijk handelen bekritiseerd:
- Op sociale media ging de kritiek de ronde dat ze zelf klimaatonvriendelijk leeft door in de periode voor ze zich als klimaatactiviste profileerde op 14 maanden tijd negen keer op reis te gaan. Die berichten bleken ongenuanceerd. Van de negen reizen waren er drie met het vliegtuig. De vijf vermeende autoreizen bleken er twee te zijn waarbij meerdere bestemmingen werden aangedaan. Een van de vliegtuigtrips was richting een conferentie (New York, waar ze als zestienjarige naar een Vrouwenconferentie ging); de andere twee waren te verklaren doordat haar ouders gescheiden zijn. De laatste trip was er een per trein.[38]
- In 2019 ging ze per zeilschip naar Chili voor de Klimaatconferentie, die uiteindelijk wegens spanningen in dit land zou doorgaan in Madrid. Ze keerde na een zeiltrip van vier weken en een bezoek aan het Amazonewoud in januari 2020 terug met een vrachtschip. Dit leverde kritiek op. De Wever verdedigde zich door te stellen dat het schip hoe dan ook zou varen, wat niet gezegd kan worden van vliegtuigen.[39]

In 2021 weet Gert Verhulst het uitblijven van grote verkiezingswinst door Groen aan de klimaatmarsen die door De Wever werden georganiseerd (ondanks de positieve peilingen voor Groen in de maanden na de klimaatmarsen). De Wever reageerde op Twitter door Verhulst weg te zetten als een "oude witte hetero man die de klimaatcrisis compleet minimaliseert en een mening geeft over iets waar hij totaal geen kennis van heeft", zonder inhoudelijk te reageren op diens uitspraken. Onder meer enkele politici veroordeelden die reactie wegens het discrimineren op leeftijd, huidskleur, geaardheid en geslacht. De Wever schreef nadien: "Het debat over iemand moet niet op Twitter gevoerd worden. Een les voor mij."
Tijdens de klimaatmars van 20 oktober 2021 deed haar oproep aan de deelnemende kinderen om niet meer te studeren stof opwaaien. "Het heeft geen zin om op school te zitten en een diploma te halen voor een toekomst die er niet is", stelde ze. Onder andere Amir Bachrouri, voorzitter van de Vlaamse Jeugdraad, opiniemaker Dyab Abou Jahjah, pedagoog Pedro De Bruyckere, econoom Geert Noels en journalist Joël De Ceulaer reageerden scherp.